# Walentina Nikolajewna Cholopowa

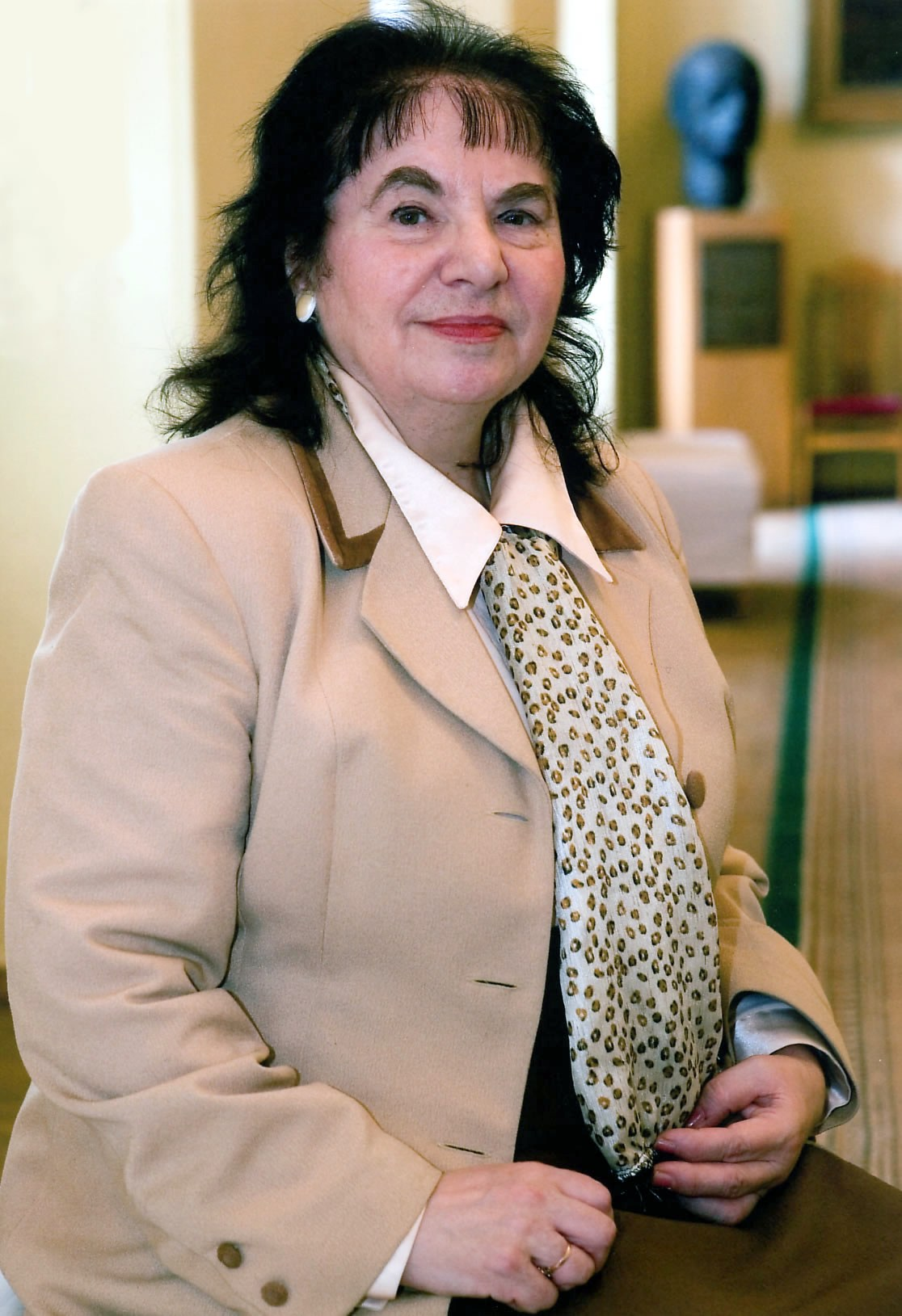
Cholopowa (2005)

Walentina Nikolajewna Cholopowa (russisch Валентина Николаевна Холопова; * 14. Dezember 1935 in Rjasan; † 12. Mai 2025) war eine russische Musikwissenschaftlerin.

## Leben
Cholopowa studierte von 1950 bis 1954 Musiktheorie am Konservatorium in Rjasan und von 1954 bis 1962 Musiktheorie und Komposition bei Roman Gruber, Wiktor Zukkerman und Leo Masel am Moskauer Konservatorium. Sie wurde  1958 mit dem Thema Russian Musical Rhythm promoviert.
Von 1952 bis 1954 lehrte sie in Rjasan und von 1959 bis 1984 am Gnessin-Institut Moskau. Seit 1960 war sie Professorin für Musikanalyse am Moskauer Konservatorium (seit 1991 Lehrstuhl für Interdisziplinäre Musikwissenschaft). Von 1962 bis 1963 war sie Gastprofessorin am Nischni-Nowgorod-Konservatorium und von 1991 bis 1992 am Konservatorium Peking und an der Musikhochschule Shanghai. Außerdem war sie seit 1993 Professorin an der Lomonossow-Universität. Cholopowa ist Autorin zahlreicher Artikel und mehrerer Bücher, die u. a. ins Englische, Chinesische, Deutsche und Französische übersetzt wurden.
Ihr Bruder war der Musiktheoretiker Juri Cholopow.

## Bücher (Auswahl)
- Der Weg im Zentrum. Annäherungen an den Komponisten Rodion Shchedrin. Übers. Gabriele Leupold. Schott, Mainz 2002
- mit Juri Cholopow: Anton Webern. Leben und Werk. Übers. Christoph Hellmundt. Henschel Verlag 1989
- Kompozitor Alʹfred Shnitke. Arkaim, Cheli︠a︡binsk, 2003. Reihe: Biograficheskie landshafty
- Alʹfred Shnitke, ocherk zhizni i tvorchestva. (entspr.: Criticism and Interpretation) Verlag Sov. kompozitor, Moskva 1990
- Sofia Gubaidulina. Guide to Musical Compositions. 1992; in russ. Sofii︠a︡ Gubaĭdulina, putevoditelʹ po proizvedenii︠a︡m. Kompozitor, Moskva 1992, 2001
  - Vierteltonsystem kontra Zwölftonhermetik : Viktor Suslin und Sofia Gubaidulina. In Zs. "Positionen", Nr. 37, 1998, S. 37–40
- Vladimir Spivakov. 2004
  - Putʹ artista. Vladimir Spivakov von Valentina N. Cholopova. Izdat "Deka-VC", Moskva 2013[2]
- Alexey Lyubimov, Concordia University. 2009

## Preise und Auszeichnungen
- 1980: Preis des Russischen Bildungsministeriums  für Russian Musical Rhythm
- 1981: Béla Bartók-Preis  für Problems of Rhythm in XXth Century Music
- 1991: Boris Asafiev-Preis  für Alfred Schnittke
- 1995: Honored Art Worker of Russian Federation
- 2005: Bestes Buch des Jahres durch Book Review
- 2006: Honor and Benefit durch Mecenates of the Century
- 2006: Orden Druzhby